# Ploye
La ploye est un type de crêpe faite à base de farines de sarrasin et de blé, d'eau et de poudre à pâte, qui est très populaire dans la région du Madawaska au Nouveau-Brunswick (Canada) ainsi que dans le nord du Maine (États-Unis).

## Description
De la même façon que les grits ou la pomme de terre, la ploye était initialement une source importante de glucides pour la population locale. Elle est très bon marché, facile à préparer et on peut en varier le goût en la tartinant de produits locaux tels que le sirop d'érable, les cretons ou la confiture de petits fruits. Elle est également parfois servie avec des fèves au lard. Avec le temps, elle est devenue un plat gastronomique traditionnel régional.
D'abord inventée en Nouvelle-Écosse, la ploye s'étendra au fleuve Saint-Jean et dans le Maine, aux États-Unis. Sa recette varie de famille en famille et se transmet à travers les générations. La pâte est préparée nettement liquide pour que la ploye cuite ne devienne pas trop épaisse. Dans la région de Madawaska, elle prend lorsque cuite une couleur jaune à cause du type de farine de sarrasin utilisée. Certaines personnes y ajoutent un peu de vinaigre, afin qu'elle ne devienne pas rougeâtre.
À l'inverse de la crêpe, la ploye est cuite d'un seul côté ; cependant, quelques cuisiniers la font cuire quelques secondes sur le second côté. Une fois cuite et encore chaude, on la recouvre de sirop d'érable, cassonade, mélasse ou on la tartine de cretons, on la roule et on la mange. On peut aussi la servir avec le fricot, ragoût traditionnel au poulet, qui ressemble plutôt à une soupe épaisse au poulet parsemée de boulettes à la farine.
Les ployes font partie des plats traditionnels souvent servis au public lors d'événements folkloriques ou dans les foires, par exemple au festival de la Ploye ou à la Foire brayonne.
En 2016, la chroniqueuse culinaire Avery Yale Kamila a écrit dans le Portland Press Herald : « Fabriquées à partir de farine de sarrasin, de farine de blé, de sel et d'un agent levant, les ployes sont un gâteau à la plancha associé aux communautés acadiennes françaises de l'est du Canada et du nord du Maine. Bien que traditionnellement consommés avec du ragoût de poulet, des hot-dogs et d'autres repas à base de viande, les ployes ont été adoptées par la communauté végétalienne du Maine. »